# Adelina Boguș
Adelina Maria Boguș (nacida Adelina Maria Cojocariu, Botoșani, 4 de septiembre de 1988) es una deportista rumana que compitió en remo.
Participó en dos Juegos Olímpicos de Verano, obteniendo una medalla de bronce en Río de Janeiro 2016, en la prueba de ocho con timonel, y el cuarto lugar en Londres 2012, en la misma prueba.
Ganó tres medallas en el Campeonato Mundial de Remo entre los años 2009 y 2017, y diez medallas en el Campeonato Europeo de Remo entre los años 2007 y 2017.

## Palmarés internacional
| Juegos Olímpicos   | Juegos Olímpicos            | Juegos Olímpicos  | Juegos Olímpicos |
| Año                | Lugar                       | Medalla           | Prueba           |
| ------------------ | --------------------------- | ----------------- | ---------------- |
| 2016               | Río de Janeiro (Brasil)     | Medalla de bronce | Ocho con timonel |
| Campeonato Mundial |                             |                   |                  |
| Año                | Lugar                       | Medalla           | Prueba           |
| 2009               | Poznań (Polonia)            | Medalla de plata  | Ocho con timonel |
| 2010               | Cambridge (Nueva Zelanda)   | Medalla de bronce | Ocho con timonel |
| 2017               | Sarasota (Estados Unidos)   | Medalla de oro    | Ocho con timonel |
| Campeonato Europeo |                             |                   |                  |
| Año                | Lugar                       | Medalla           | Prueba           |
| 2007               | Poznań (Polonia)            | Medalla de bronce | Dos sin timonel  |
| 2008               | Maratón (Grecia)            | Medalla de bronce | Cuatro scull     |
| 2009               | Brest (Bielorrusia)         | Medalla de oro    | Ocho con timonel |
| 2010               | Montemor-o-Velho (Portugal) | Medalla de oro    | Ocho con timonel |
| 2011               | Plovdiv (Bulgaria)          | Medalla de oro    | Ocho con timonel |
| 2012               | Varese (Italia)             | Medalla de bronce | Doble scull      |
| 2013               | Sevilla (España)            | Medalla de oro    | Ocho con timonel |
| 2014               | Belgrado (Serbia)           | Medalla de oro    | Ocho con timonel |
| 2015               | Poznań (Polonia)            | Medalla de bronce | Ocho con timonel |
| 2017               | Račice (República Checa)    | Medalla de oro    | Ocho con timonel |